# Смиченко Пилип Єлисейович
Пилип Смиченко (1872 — не раніше 1916) — український державний діяч, депутат Державної думи I скликання від Київської губернії. 

## Життєпис
Походив із села Тишківка Чигиринського повіту Київської губернії. Навчався в однокласній церковно-приходській школі. Пройшов військову службу, вийшов у запас в чині фельдфебеля. Багато читав, переважно белетристику. Кілька місяців служив на фабриці графів Бобринських. Був прихильником загальних прямих, рівних і таємних виборів, загального навчання, громадянських свобод. У партіях не перебував. Займався хліборобством на своєму наділі площею в 3 десятини. 
20 квітня 1906 обраний до Державної думи I скликання від з'їзду уповноважених від волостей Київської губернії. До фракцій не входив. Поставив свій підпис під законопроєктом «Про цивільну рівність». Брав участь у дебатах з аграрного питання. 
Як писав сам колишній депутат Смиченко, повернувшись додому після розпуску Думи, він спочатку «перебував під гласним наглядом поліції, а в даний час перебуваю під негласним наглядом інгушів, урядників і вартою графа Бобринського. Причини знати не можу; цілком ймовірно за те, що був членом першої Державної Думи і за проголошення на передвиборчих зборах промов проти чорносотенців і на користь своїх ідей». Пізніше піддавався тюремному ув'язненню в адміністративному порядку. 
Подальша доля і дата смерті невідомі. 